# Виживаність
Виживаність (англ., survival rate) є показником аналізу виживаності. Це відсоток людей у досліджуваній або лікувальній групі, які все ще живі протягом певного періоду часу після встановлення діагнозу. Виживаність є методом опису прогнозу при певних захворюваннях/станах. Виживаність може бути використана як критерій оцінки стандартів лікування. Період виживання зазвичай визначається з дати встановлення діагнозу або з початку лікування. Виживаність має важливе значення для прогнозу, але оскільки показник заснований на загальній сукупності, прогноз для окремого пацієнта може бути різним, залежно від появи нових методів лікування після проведення останнього статистичного дослідження, а також від загального стану здоров'я пацієнта.  Існують різні типи показників виживаності (обговорено нижче). Вони часто є кінцевими точками клінічних випробувань, і їх не слід плутати з показниками смертності, показниками популяції.

## Загальна виживаність
Пацієнти з певним захворюванням (наприклад, колоректальним раком) можуть померти безпосередньо від цього захворювання або від не пов’язаної з ним причини (наприклад, дорожньо-транспортна пригода ). Коли точна причина смерті не вказана, це називається загальною виживаністю (англ., overall survival rate) або спостережуваною виживаністю (англ., observed survival rate). Лікарі часто використовують середні показники загальної виживаності для оцінки прогнозу для пацієнта. Часто вона виражається стандартними періодами часу, таких як один, п'ять та десять років. Наприклад, рак передміхурової залози має набагато вищу однорічну загальну виживаність, ніж рак підшлункової залози, і, отже, має кращий прогноз.
Іноді загальна виживаність описується як рівень смертності (%) без зазначення періоду (наприклад, одного року) або у період, на який він усереднюється (наприклад, 5 років),  див.Обінутузумаб: нове моноклональне антитіло проти CD20 при хронічному лімфолейкозі [Архівовано 2 травня 2020 у Wayback Machine.] .

## Нетто-виживаність
Коли цікавить, як певна хвороба впливає на виживаність, існує також показник нетто-виживаність (чиста виживаність, англ., net survival rate), яка виключає смертність від інших причин, окрім певної хвороби. Два основних способи розрахунку нетто-виживаності - це відносна виживаність (англ., relative survival) та причиноспецифічна виживаність (англ., cause-specific survival), або хворобоспецифічна виживаність (англ., disease-specific survival).
Перевагою показника відносної виживаності є те, що він не залежить від точності повідомленої причини смерті; для причиноспецифічної виживаності перевагою є те, що вона не залежить від можливості знайти подібну популяцію людей без даного захворювання.

### Відносна виживаність
Відносна виживаність обчислюється шляхом ділення загальної виживаності після діагностики захворювання на виживаність, яка  спостерігається в аналогічній популяції, у якої не було діагностовано це захворювання. Подібну сукупність складають особи з віком та статтю, подібними до тих, у кого діагностовано захворювання.

### Причиноспецифічна та хворобоспецифічна виживаність
Хворобоспецифічна виживаність означає "відсоток людей у досліджуваній або лікувальній групі, які не померли від певної хвороби протягом певного періоду часу. Проміжок часу зазвичай починається з моменту встановлення діагнозу або від початку лікування та закінчується зі смертю пацієнта. Пацієнти, які померли від інших причин, крім хвороби, що вивчається, не враховуються в цьому вимірі" 

## Медіанна виживаність
Медіанна виживаність (англ., median survival), або "медіанна загальна виживаність", також зазвичай використовується для вираження виживаності. Це кількість часу, після якого 50 % пацієнтів померли, а 50 % вижили. У поточних умовах, таких як клінічні випробування, медіанний показник має ту перевагу, що його можна обчислити, коли 50 % учасників дослідження досягли клінічної кінцевої точки випробування, тоді як обчислення середнього арифметичного можна проводити лише після того, як всі учасники досягли кінцевої точки.

## П’ятирічна виживаність
П'ятирічна виживаність означає виживаність через 5 років після встановлення діагнозу.

## Виживаність без рецидиву, виживаність без прогресування та виживаність без метастазів
У онкологічних дослідженнях можуть бути актуальними різні типи виживаності, залежно від типу та стадії раку. Сюди входять виживаність без рецидиву захворювання (англ., disease-free survival, DFS) (період після лікування [хвороба усунена], коли неможливо виявити захворювання), виживаність без прогресування захворювання (англ., progression-free survival, PFS) (період після лікування, коли захворювання [яке не вдалося повністю усунути] залишається стабільним, тобто не прогресує), і виживаність без метастазів (англ., metastasis-free survival, MFS) або виживаність без віддалених метастазів (англ., distant metastasis-free survival, DMFS) (період до виявлення метастазів). Прогресію можна класифікувати як місцеву, регіональну, локорегіональну та метастатичну прогресію.